# Złoto Sharpe’a
Złoto Sharpe’a (ang. Sharpe’s Gold) – brytyjski telewizyjny film historyczny z 1995  roku. Film jest częścią cyklu filmów o Richardzie Sharpie, zrealizowanego na podstawie serii powieści o tej postaci autorstwa Bernarda Cornwella.

## Fabuła
Rok 1813. W armii brytyjskiej, stacjonującej w Hiszpanii, nasila się dezercja. Dezercję próbują ograniczyć oddziały żandarmerii. Richard Sharpe popada w konflikt z porucznikiem Ayresem, dowódcą żandarmów. Tymczasem hiszpańscy partyzanci aresztują grupę brytyjskich dezerterów i chcą ich wymienić na karabiny.

## Główne role
- Sean Bean – Richard Sharpe
- Hugh Ross – Mungo Munro
- Diana Perez – Ramona
- Daragh O’Malley – Patrick Harper
- Michael Mears – Cooper
- Jonathan McGuinness – Bewley
- Nicholas McGaughey – Tripper
- Rosaleen Linehan – Bess Nugent
- Abel Folk – El Casco
- Jayne Ashbourne – Ellie Nugent
- Ian Shaw – Ayres